# Llista de cràters de Caront
En aquest article només es mostra els noms oficials aprovats per la Unió Astronòmica Internacional (UAI).
Aquesta és una llista de cràters amb nom de Caront, un dels satèl·lits naturals de Plutó, descobert el 1978 per l'astrònom estatunidenc James Christy.
El 2019, els 6 cràters amb nom de Caront representaven el 0,10% dels 5475 cràters amb nom del Sistema Solar. Altres cossos amb cràters amb nom són Amaltea (2), Ariel (17), Cal·listo (142), Ceres (115), Dàctil (2), Deimos (2), Dione (73), Encèlad (53), Epimeteu (2), Eros (37), Europa (41), Febe (24), Fobos (17), Ganímedes (132), Gaspra (31), Hiperió (4), Ida (21), Itokawa (10), Janus (4), Japet (58), Lluna (1624), Lutècia (19), Mart (1124), Mathilde (23), Mercuri (402), Mimas (35), Miranda (7), Oberó (9), Plutó (5), Proteu (1), Puck (3), Rea (128), Šteins (23), Tebe (1), Terra (190), Tetis (50), Tità (11), Titània (15), Tritó (9), Umbriel (13), Venus (900), i Vesta (90).

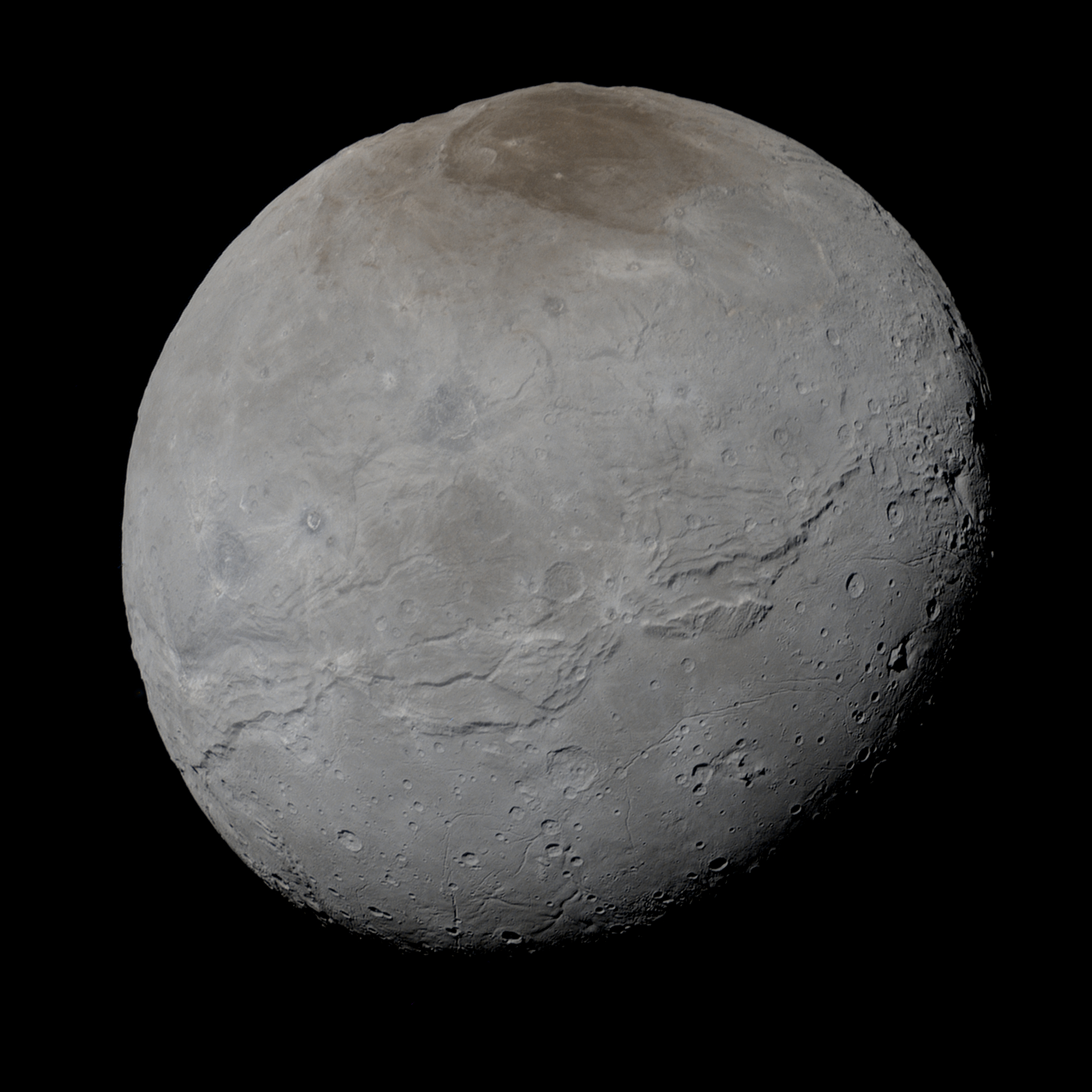
Imatge de Caront ((134340) Plutó i) realitzada per la sonda espacial New Horizont a 74.176 km de distància (color natural), 2015
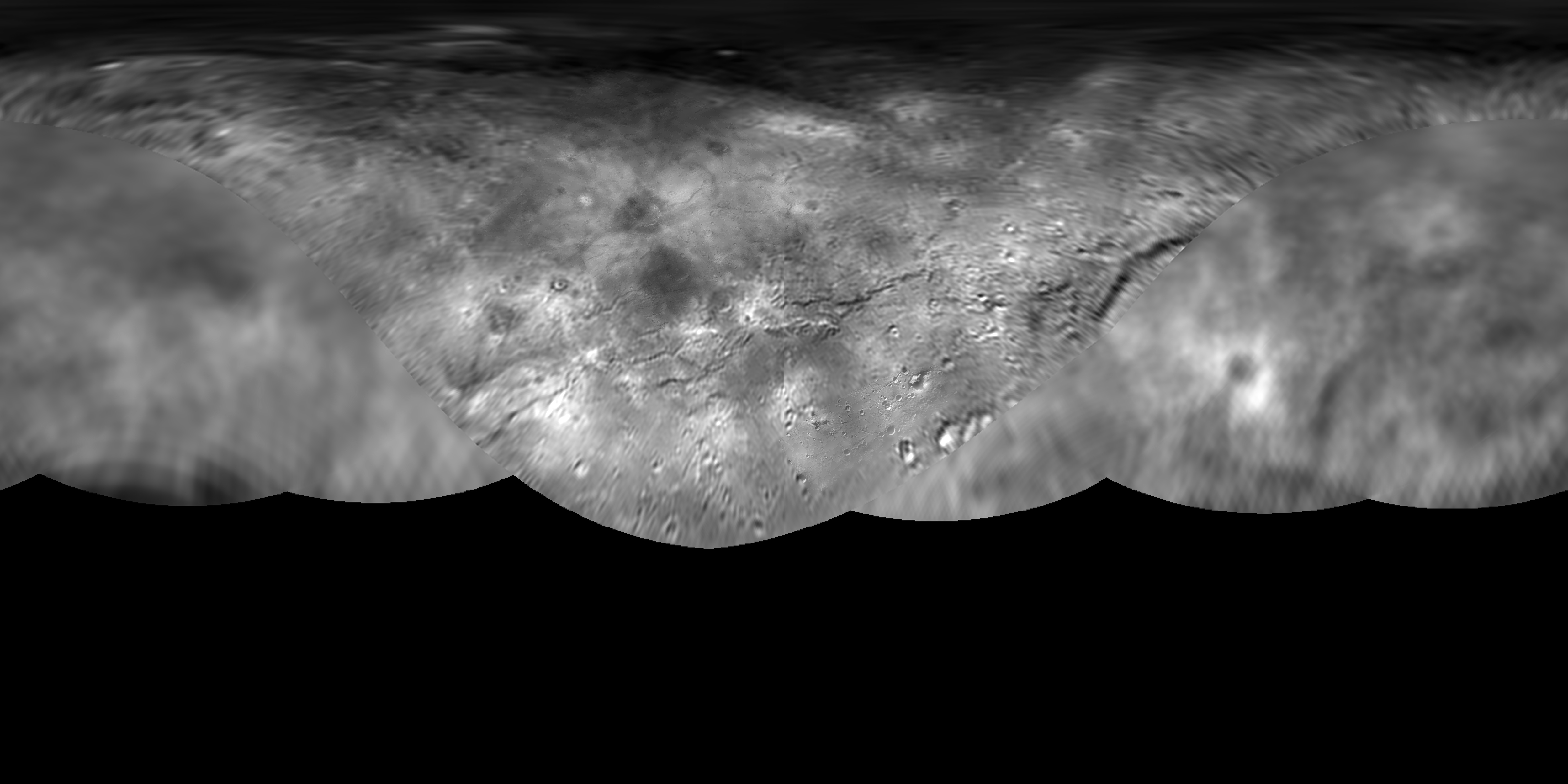
Mapa topogràfic de Caront

La sonda espacial New Horizons va trobar evidències d'una extensa geologia del passat de Caront que suggereix que és probablement diferenciada; en particular, l'hemisferi sud té menys cràters que el nord i és considerablement menys accidentat, cosa que suggereix que un esdeveniment massiu de modificació de la superfície (potser impulsat per la congelació completa d'un oceà intern) es va produir en algun moment del passat i va eliminar molts dels cràters anteriors.

## Llista
Els cràters de Caront porten els noms de viatgers i exploradors ficticis i mitològics.
Totes les coordenades són planetocèntriques (+ Est; 0-360).
| Cràter    | Coordenades                              | Diàmetre (km) | Epònim | Ref.  |
| --------- | ---------------------------------------- | ------------- | --- | ----- |
| Cora      | 17° 05′ N, 351° 43′ E / 17.09°N,351.72°E | 9             | Cora - La protagonista de la novela El ferrocarril subterrani. | WGPSN |
| Dorothy   | 58° 32′ N, 40° 35′ E / 58.53°N,40.58°E   | 261,0         | Dorothy Gale - Personatge de ficció estatunidenc, protagonista d'El màgic d'Oz i altres novel·les infantils.                                                                    | WGPSN |
| Nasreddin | 25° 30′ N, 308° 36′ E / 25.5°N,308.6°E   | 29,7          | Nasreddín - Heroi de contes divertits explicats a tot l'Orient Mitjà, el sud d'Europa i parts d'Àsia. Va realitzar nombrosos viatges amb el seu ruc.                            | WGPSN |
| Nemo      | 15° 42′ S, 314° 06′ E / 15.7°S,314.1°E   | 44,0          | Capità Nemo - Capità del Nautilus, un submarí, a les novel·les Vint mil llegües de viatge submarí (1870) i L'illa misteriosa (1874) de l'autor francès Jules Verne (1825-1905). | WGPSN |
| Pirx      | 55° 12′ N, 256° 18′ E / 55.2°N,256.3°E   | 90,0          | Pirx - Pilot d'una nau espacial, el personatge principal d'una sèrie de relats de ficció de l'escriptor polonès Stanisław Lem (1921-2006).                                      | WGPSN |
| Revati    | 20° 42′ N, 35° 24′ E / 20.7°N,35.4°E     | 40,0          | Revati - Princesa índia que apareix al Mahābhārata, on viatja per l'espai i el temps.                                                                                           | WGPSN |
| Sadko     | 16° 06′ S, 331° 12′ E / 16.1°S,331.2°E   | 28,0          | Sadkó - Comerciant rus, protagonista de moltes històries de bilina. | WGPSN |